# Fly Yeti
Fly Yeti var et lavprisflyselskab med hovedkvarter i Kathmandu i Nepal. Selskabet var et joint venture mellem den nepalesiske regionalselskab Yeti Airlines og Air Arabia. Fly Yeti indstillede alle flyvninger fra den 16. juli 2008 på grund af politiske omstændigheder.